# Protestas en Kirguistán de 2020
Las protestas en Kirguistán de 2020, también denominado como revolución kirguisa de 2020, fueron manifestaciones que comenzaron el 5 de octubre de 2020 en respuesta a las elecciones parlamentarias de 2020 que fueron percibidas por los manifestantes como no transparentes. Los resultados de las elecciones fueron anulados el 6 de octubre de 2020. El 12 de octubre, el presidente Jeenbekov anunció un estado de emergencia en la capital Biskek, que fue aprobado  al día siguiente por el Parlamento. Jeenbekov renunció tres días después.

## Antecedentes
Kirguistán había enfrentado dos revoluciones a principios del siglo XXI, incluida la Revolución de los Tulipanes en 2005 y la Revolución kirguisa de 2010. En agosto de 2020, el presidente de Kirguistán Sooronbay Jeenbekov, indicó que las elecciones parlamentarias no se pospondrían a pesar de la pandemia del coronavirus. Durante las elecciones, varios partidos fueron acusados de comprar votos. Varios periodistas también informaron que habían sido acosados o agredidos. De los partidos que llegaron al parlamento, solo Kirguistán Unido se opone sistemáticamente al gobierno de turno encabezado por Jeenbekov.
Los analistas políticos han vinculado las protestas de 2020 a una división socioeconómica entre el sur agrario de Kirguistán y el norte más desarrollado. De los resultados electorales iniciales, 100 de los 120 escaños fueron ocupados por sureños que apoyaban a Jeenbekov. Durante la presidencia de Jeenbekov, Kirguistán se unió a la Unión Económica Euroasiática liderada por Rusia y cerró la base aérea estadounidense de Manas que se utilizó para la guerra de Afganistán de 2001-2014.

## Cronología

### 5 de octubre
Las protestas comenzaron el lunes 5 de octubre de 2020, con una multitud de 1000 personas, que por la noche creció a por lo menos 5000 personas en Biskek, la capital de Kirguistán, en protesta contra los resultados y las acusaciones de compra de votos en las elecciones parlamentarias de 2020. Después del anochecer, tras una operación policial para despejar la plaza Ala-Too de manifestantes con gases lacrimógenos y cañones de agua, los manifestantes presuntamente atacaron a los agentes de policía con piedras e hirieron a dos de ellos. El expresidente Almazbek Atambayev fue liberado de prisión.

### 6 de octubre
La madrugada del martes 6 de octubre de 2020, los manifestantes recuperaron el control de la plaza Ala-Too en el centro de Biskek. También lograron apoderarse de los edificios cercanos de la Casa Blanca y el Consejo Supremo, arrojando papel desde las ventanas y prendiéndoles fuego, ingresando también a las oficinas del presidente. Un manifestante murió y otros 590 resultaron heridos. Además, liberaron al expresidente Almazbek Atambayev de la cárcel.
El 6 de octubre, tras las protestas, las autoridades electorales del país anularon los resultados de las elecciones parlamentarias.
Mientras tanto, grupos de oposición afirmaron estar en el poder después de tomar los edificios gubernamentales en la capital, en los que, según informes, varios gobernadores provinciales han dimitido. El presidente Sooronbay Jeenbekov dijo que se enfrentaba a un golpe de Estado, luego le dijo a la BBC que estaba «dispuesto a dar la responsabilidad a líderes fuertes».
Probablemente debido a la presión de la protesta, el primer ministro Kubatbek Boronov dimitió, citando al diputado parlamentario Myktybek Abdyldayev como nuevo presidente del Consejo Supremo. Fue sucedido como primer ministro por Sadyr Japarov.

### 7 de octubre

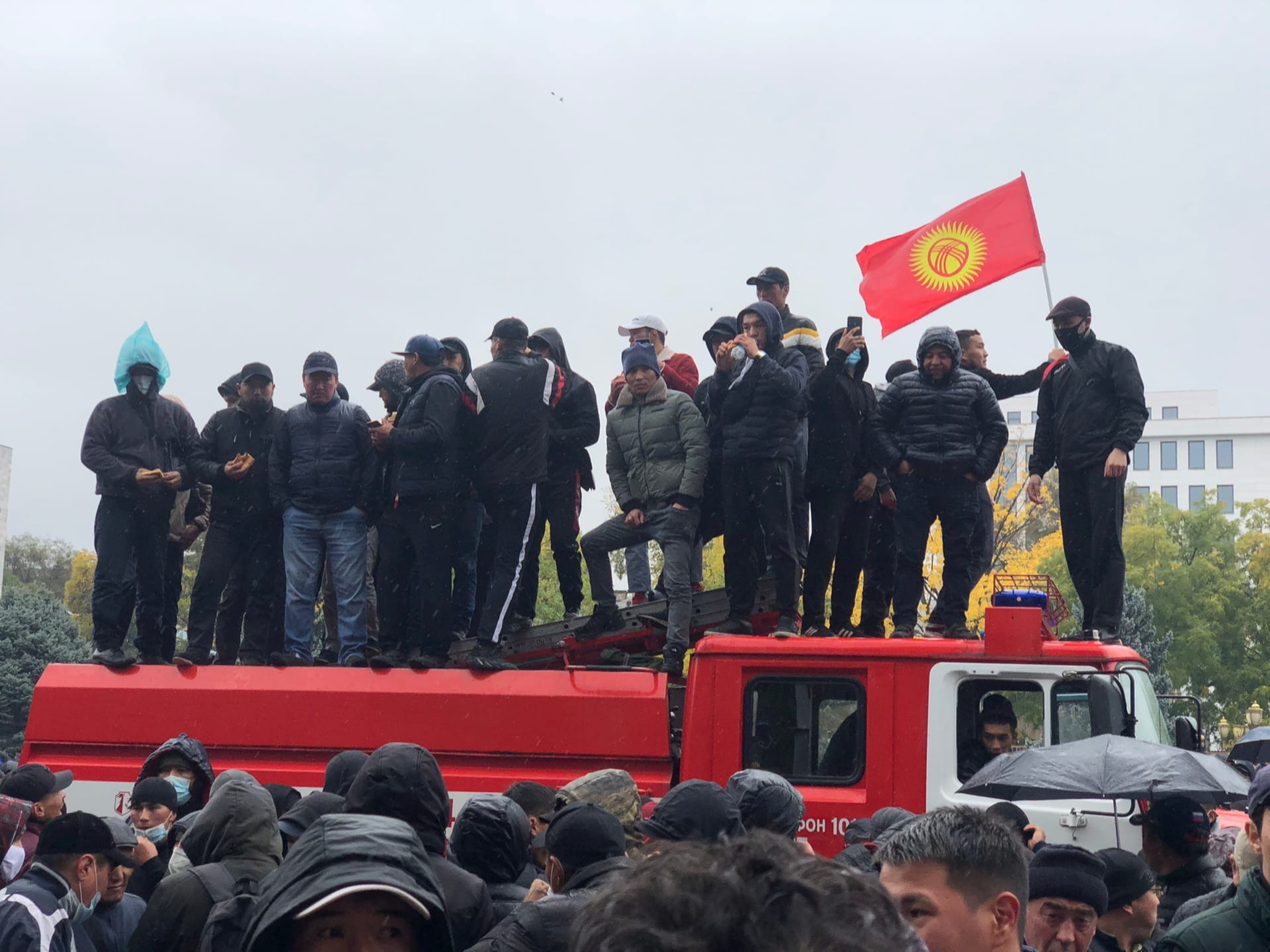
Un camión de bomberos incautado frente a la Casa Blanca el 6 de octubre de 2020

Según el Ministerio de Salud, hasta el miércoles por la mañana, no menos de 768 personas heridas durante las protestas han sido atendidas por los hospitales y clínicas del país. Según Reuters, al menos tres grupos distintos han intentado ahora reclamar el liderazgo.
Mientras tanto, los parlamentarios de Kirguistán iniciaron procedimientos de acusación contra el presidente Sooronbay Jeenbekov, según un parlamentario del partido de oposición Ata-Meken, Kanybek Imanaliev.

### 9 de octubre
Jeenbekov declaró el estado de emergencia y ordenó el despliegue de tropas en Bishkek. La declaración impone un toque de queda de 12 horas hasta el 21 de octubre.  Se escucharon disparos durante los violentos enfrentamientos en Bishkek que estallaron después de la declaración de Jeenbekov.  Jeenbekov aceptó formalmente la renuncia de Boronov. 

### 10 de octubre
Despliegue de tropas en la capital de Kirguistán para hacer cumplir el decreto del estado de emergencia en la ciudad que se mantendrá hasta el 21 de octubre. Las autoridades de Kirguistán prohibieron las manifestaciones e impusieron un toque de queda en la capital. El presidente Sooronbay Jeenbekov ha vuelto a detener a su principal oponente, el expresidente Almazbek Atambayev, solo unos días después de su liberación.

### 12 de octubre
Del 12 al 19 de octubre, el presidente Jeenbekov declaró un segundo estado de emergencia en Bishkek.   Los partidos de la oposición anunciaron sus intenciones de derrocar a Jeenbekov; Jeenbekov declaró que consideraría renunciar, pero solo después de que se resuelva la crisis política. Se estableció un toque de queda, vigente desde las 10 de la noche hasta las 5 de la mañana. Convoyes de tropas del ejército kirguiso fueron enviados a la capital para controlar la situación. 

### 13 de octubre
Kanat Isaev fue elegido como nuevo presidente del Consejo Supremo, ya que no había otros candidatos que buscaran el cargo.  El Parlamento respaldó la segunda declaración de estado de emergencia de Jeenbekov, después de haber rechazado previamente la primera.  El presidente Jeenbekov rechazó formalmente la nominación de Sadyr Japarov para el cargo de primer ministro. 

### 15 de octubre

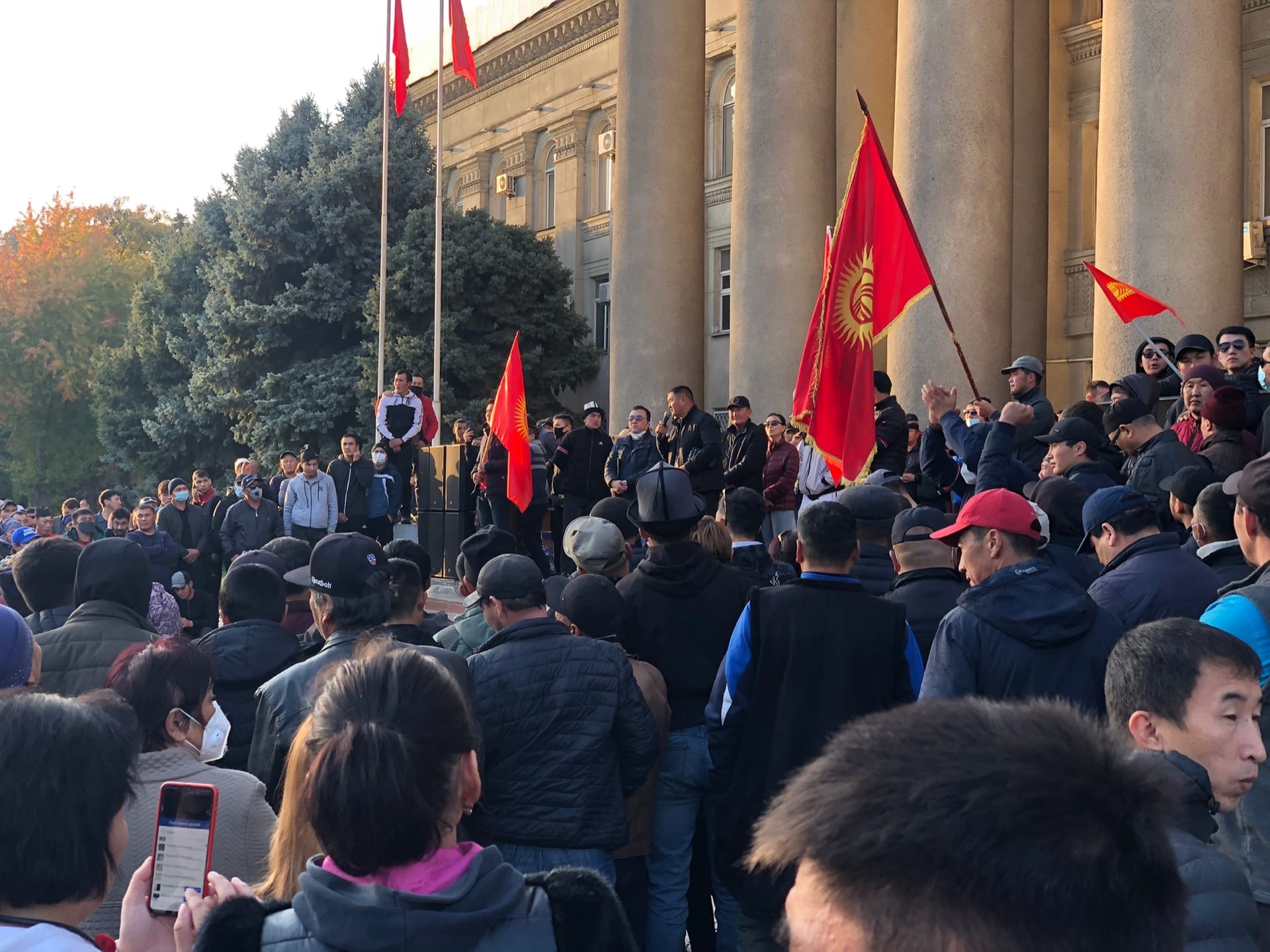
Partidarios de Sadyr Japarov en la plaza vieja 14 de octubre de 2020

Sooronbay Jeenbekov dimitió como presidente de Kirguistán en un intento de poner fin a los disturbios políticos, al tiempo que declaró que "pide a Japarov y a los demás políticos que retiren a sus partidarios de la capital de la nación y devuelvan al pueblo de Bishkek a una vida pacífica".   Japarov se declaró presidente interino.  A pesar de que la Constitución de Kirguistán establecía que el presidente del Consejo Supremo debía suceder en el cargo, Kanatbek Isaev se negó a asumir el cargo, lo que resultó en que Japarov se convirtiera en el presidente interino. 

## Reacciones

### China
El 7 de octubre, la portavoz del Ministerio de Relaciones Exteriores de China Hua Chunying, dijo: «Como vecino amistoso y socio estratégico integral, China espera sinceramente que todas las partes en Kirguistán puedan resolver el problema de acuerdo con las leyes a través del diálogo y la consulta, y fomentar la estabilidad en Kirguistán como tan pronto como sea posible».

### Rusia
El 7 de octubre, el presidente de Rusia Vladímir Putin, dijo que estaba preocupado por los disturbios políticos que se estaban produciendo en el vecino Kirguistán y que esperaba un rápido regreso a la estabilidad. Rusia también aseguró que estaba en contacto con todas las partes en el conflicto y esperaba que se restableciera el proceso democrático.

### Unión Europea
La Unión Europea hace un llamamiento a todas las fuerzas políticas del país para que actúen en el marco de la Constitución y resuelvan sus desacuerdos de forma pacífica. 

### Estados Unidos
La Embajada de Estados Unidos en Bishkek expresó su apoyo a Jeenbekov, declarando el 13 de octubre que "Estados Unidos apoya los esfuerzos del presidente Jeenbekov, los líderes políticos, la sociedad civil y los juristas para devolver la vida política del país a un orden constitucional. Está claro que uno de los obstáculos para el progreso democrático es el intento de los grupos del crimen organizado de ejercer influencia sobre la política y las elecciones".